# Kategoria e Parë 1996/97
Die Kategoria e Parë 1996/97 (sinngemäß: Erste Liga) war die 58. Austragung der albanischen Fußballmeisterschaft und wurde vom nationalen Fußballverband Federata Shqiptare e Futbollit ausgerichtet. Die Spielzeit begann im Spätsommer 1996 und endete am 16. August 1997.

## Saisonverlauf
Die Liga umfasste wie im Vorjahr 18 Teams. In der Saison 1995/96 waren KS Kastrioti Kruja und KS Besëlidhja Lezha aus der Kategoria e Parë abgestiegen. Für die neue Spielzeit kamen KS Lushnja nach zweijähriger Abstinenz und KS Bylis Ballsh, das seine erste Saison in der höchsten albanischen Fußballklasse absolvierte, hinzu. KS Sopoti Librazhd hatte sich vor Saisonstart in Albania Tabak Librazhd umbenannt, was allerdings im Laufe des Jahres wieder rückgängig gemacht wurde. Titelverteidiger war SK Tirana.
Die Meisterschaft sollte ursprünglich in einer regulären Spielzeit mit Hin- und Rückrunde ausgetragen werden, jedes Team sollte zwei Mal gegen jede andere Mannschaft antreten. Die Punkteregel aus dem Vorjahr, die besagte, dass ein Heimsieg zwei Punkte einbrachte, ein Auswärtssieg jedoch deren drei, wurde 1996/97 nicht mehr angewendet; stattdessen kam nun erstmals in der Geschichte der Kategoria e Parë  die Drei-Punkte-Regel zum Einsatz. Nach der Hinrunde musste der Spielbetrieb wegen der Wirtschaftskrise Albaniens und wegen des Lotterieaufstands abgebrochen werden. Erst im August 1997 führte man die Saison zu Ende, indem die Liga anhand des Tabellenstandes des 17. Spieltags in drei jeweils an einen oder zwei Austragungsorte gebundene Sechser-Gruppen eingeteilt wurde, in denen jede Mannschaft einmal gegen jedes andere Team antrat und mit dem zuvor in der Hinrunde erreichten Punktestand startete. Somit kämpften die ersten sechs Teams in Tirana um die Meisterschaft, die zweiten sechs Vereine machten in Kavaja und Durrës die nächsten Platzierungen unter sich aus, und die letzten sechs Klubs spielten in Elbasan. Aufgrund des späten Saisonendes gab es weder einen Absteiger in die damals noch zweitklassige Kategoria e dytë noch Qualifikationsplätze für die Europapokal-Wettbewerbe.
Insgesamt wurden 437 Tore erzielt, was einem Schnitt von 2,3 Treffern pro Partie entspricht. Torschützenkönig mit 14 Treffern wurde Viktor Paco von KS Flamurtari Vlora.

## Vereine
| Verein                | Logo                                  | Stadt       |  |
| --------------------- | ------------------------------------- | ----------- |  |
| KS Teuta Durrës       | Logo Teuta Durrës                     | Durrës      |  |
| KS Albpetrol Patos    |                                       | Patos       |  |
| KF Elbasani           | Logo KS Elbasani                      | Elbasan     |  |
| KS Vllaznia Shkodra   | Logo FK Vllaznia Shkoder              | Shkodra     |  |
| SK Tirana             | Logo SK Tirana                        | Tirana      |  |
| KS Flamurtari Vlora   | Logo Flamurtari Vlora                 | Vlora       |  |
| FK Partizani Tirana   | Logo FK Partizani Tirana              | Tirana      |  |
| KS Olimpik Tirana     | Logo Dinamo Tirana                    | Tirana      |  |
| KS Besa Kavaja        | Logo KS Besa Kavajë                   | Kavaja      |  |
| KS Bylis Ballsh       | Logo Bylis Ballsh                     | Ballsh      |  |
| KF Apolonia Fier      | Logo Apolonia Fier                    | Fier        |  |
| Shqiponja Gjirokastra | Vereinslogo von Luftëtari Gjirokastër | Gjirokastra |  |
| KF Laçi               | Logo von KF Laçi                      | Laç         |  |
| FK Tomori Berat       | Vereinslogo von FK Tomori             | Berat       |  |
| KS Shkumbini Peqin    | Vereinslogo von Shkumbini Peqin       | Peqin       |  |
| KF Skënderbeu Korça   | Logo Skënderbeu                       | Korça       |  |
| KS Lushnja            | Logo von KS Lushnja                   | Lushnja     |  |
| KS Sopoti Librazhd    |                                       | Librazhd    |  |

## Hinrunde
Der Vorjahresvierte Flamurtari Vlora lag nach der Hinrunde drei Punkte vor Titelverteidiger SK Tirana an der Tabellenspitze. Dahinter qualifizierten sich neben Partizani Tirana mit Vllaznia Shkodra, Apolonia Fier und  Shkumbini Peqin drei Vereine für die darauffolgende Meisterrunde, die in der Vorsaison noch im Mittelfeld platziert gewesen waren. Nur knapp verpassten KS Laçi und Aufsteiger KS Lushnja den Sprung in die erste Gruppe und konnten ebenso wie auch Besa Kavaja, Teuta Durrës, Albania Tabak Librazhd und Tomori Berat, dem lediglich zehn Tore für fünf Siege und fünf Unentschieden reichten, für die zweite Gruppe melden. Der 13. Berat nahm dabei den Platz von Bylis Ballsh ein, welches eigentlich als Neunter eingelaufen war, sich aber trotzdem in der Gruppe der letzten sechs Teams wiederfand. Die Gründe für diese Einstufung sind nicht bekannt; möglicherweise wurde bei der Gruppeneinteilung der Tabellenstand nach 16 und nicht nach 17 Spieltagen berücksichtigt. Neben Neuling Ballsh mussten auch KF Elbasani, Shqiponja Gjirokastra, Olimpik Tirana, sonst eine Spitzenmannschaft, Albpetrol Patos und Skënderbeu Korça in der Gruppe der letzten Sechs antreten.
Tabelle
| Pl. | Verein                | Sp. | S  | U | N  | Tore    | Diff. | Punkte |
| --- | --------------------- | --- | -- | - | -- | ------- | ----- | ------ |
| 1.  | KS Flamurtari Vlora   | 17  | 12 | 1 | 4  | 034:160 | +18   | 37     |
| 2.  | SK Tirana (M, P)      | 17  | 10 | 4 | 3  | 034:800 | +26   | 34     |
| 3.  | KS Vllaznia Shkodra   | 17  | 11 | 0 | 6  | 024:160 | +8    | 33     |
| 4.  | KF Apolonia Fier      | 17  | 9  | 4 | 4  | 022:150 | +7    | 31     |
| 5.  | FK Partizani Tirana   | 17  | 9  | 4 | 4  | 019:150 | +4    | 31     |
| 6.  | KS Shkumbini Peqin    | 17  | 8  | 2 | 7  | 017:170 | ±0    | 26     |
| 7.  | KS Laçi               | 17  | 7  | 4 | 6  | 019:190 | ±0    | 25     |
| 8.  | KS Lushnja (N)        | 17  | 6  | 6 | 5  | 018:140 | +4    | 24     |
| 9.  | KS Bylis Ballsh (N)   | 17  | 6  | 4 | 7  | 018:160 | +2    | 22     |
| 10. | KS Besa Kavaja        | 17  | 6  | 4 | 7  | 015:140 | +1    | 22     |
| 11. | KS Teuta Durrës       | 17  | 6  | 3 | 8  | 014:130 | +1    | 21     |
| 12. | KS Sopoti Librazhd    | 17  | 7  | 0 | 10 | 011:190 | −8    | 21     |
| 13. | FK Tomori Berat       | 17  | 5  | 5 | 7  | 010:180 | −8    | 20     |
| 14. | KF Elbasani           | 17  | 6  | 2 | 9  | 016:250 | −9    | 20     |
| 15. | Shqiponja Gjirokastra | 17  | 5  | 4 | 8  | 013:200 | −7    | 19     |
| 16. | KS Olimpik Tirana     | 17  | 5  | 1 | 11 | 021:240 | −3    | 16     |
| 17. | KS Albpetrol Patos    | 17  | 4  | 4 | 9  | 012:270 | −15   | 16     |
| 18. | KS Skënderbeu Korça   | 17  | 4  | 2 | 11 | 012:330 | −21   | 14     |

| (M) | amtierender albanischer Meister     |
| (P) | amtierender albanischer Pokalsieger |
| (N) | Neuaufsteiger                       |

Kreuztabelle
| 1996/97               | KS Flamurtari Vlora | SK Tirana | KS Vllaznia Shkodra | KF Apolonia Fier | FK Partizani Tirana | KS Shkumbini Peqin | KS Laçi | KS Lushnja | KS Bylis Ballshi | KS Besa Kavaja | KS Teuta Durrës | KS Sopoti Librazhd | FK Tomori Berat | KF Elbasani | Shqiponja Gjirokastra | KS Olimpik Tirana | KS Albpetrol Patos | KS Skënderbeu Korça |
| KS Flamurtari Vlora   |                     | 1:0       | –                   | 3:1              | –                   | 3:0                | –       | –          | 2:1              | 1:0            | 3:1             | –                  | –               | –           | 3:2                   | –                 | 3:0                | 3:0                 |
| SK Tirana             | –                   |           | –                   | 2:0              | 1:1                 | 3:1                | –       | 1:1        | 4:0              | –              | –               | 3:0                | 4:0             | 4:0         | 4:0                   | –                 | –                  | –                   |
| KS Vllaznia Shkodra   | 2:1                 | 2:0       |                     | –                | 3:0                 | –                  | 1:0     | –          | –                | 1:0            | –               | –                  | 4:1             | 1:0         | 2:1                   | –                 | –                  | 3:1                 |
| KF Apolonia Fier      | –                   | –         | 2:0                 |                  | –                   | –                  | 1:1     | –          | 1:0              | –              | 2:1             | 1:0                | –               | 1:1         | 1:0                   | 1:0               | 4:0                | –                   |
| FK Partizani Tirana   | 2:1                 | –         | –                   | 2:1              |                     | –                  | 3:0     | 1:0        | 0:0              | 1:0            | –               | –                  | –               | –           | –                     | –                 | 2:0                | 2:0                 |
| KS Shkumbini Peqin    | –                   | –         | 1:0                 | 2:0              | 4:0                 |                    | 1:0     | 0:0        | –                | –              | 1:0             | 3:0                | –               | –           | –                     | –                 | 2:1                | 1:0                 |
| KS Laçi               | 2:1                 | 0:0       | –                   | –                | –                   | –                  |         | 2:2        | 1:0              | –              | –               | –                  | 1:0             | 4:1         | 2:0                   | 3:1               | –                  | 2:1                 |
| KS Lushnja            | 1:2                 | –         | 1:0                 | 2:2              | –                   | –                  | –       |            | 2:1              | –              | –               | –                  | 2:0             | 0:1         | –                     | –                 | 3:0                | 2:0                 |
| KS Bylis Ballshi      | –                   | –         | 1:2                 | –                | –                   | 1:0                | –       | –          |                  | 4:0            | 0:0             | 0:1                | 1:0             | 1:0         | –                     | 2:1               | –                  | 4:0                 |
| KS Besa Kavaja        | –                   | 2:0       | –                   | 1:2              | –                   | 1:1                | 1:0     | 1:1        | –                |                | –               | 1:0                | –               | 3:1         | –                     | –                 | –                  | 4:0                 |
| KS Teuta Durrës       | –                   | 0:0       | 2:0                 | –                | 1:0                 | –                  | 4:0     | 0:0        | –                | 1:0            |                 | –                  | –               | –           | 2:0                   | –                 | 0:1                | –                   |
| KS Sopoti Librazhd    | 0:1                 | –         | 2:0                 | –                | 0:1                 | –                  | 1:0     | 2:0        | –                | –              | 0:1             |                    | –               | –           | 2:0                   | 1:0               | –                  | –                   |
| FK Tomori Berat       | 0:0                 | –         | –                   | 0:0              | 2:1                 | 2:0                | –       | –          | –                | 0:0            | 1:0             | 2:0                |                 | –           | –                     | 1:0               | –                  | –                   |
| KF Elbasani           | 3:2                 | –         | –                   | –                | 1:2                 | 2:0                | –       | –          | –                | –              | 1:0             | 3:0                | 0:0             |             | –                     | –                 | 1:0                | 0:1                 |
| Shqiponja Gjirokastra | –                   | –         | –                   | –                | 0:0                 | 1:0                | –       | 1:0        | 1:1              | 0:0            | –               | –                  | 3:0             | 1:0         |                       | 1:0               | –                  | –                   |
| KS Olimpik Tirana     | 1:4                 | 0:3       | 1:2                 | –                | 1:1                 | 3:0                | –       | 0:1        | –                | 0:1            | 2:0             | –                  | –               | 5:1         | –                     |                   | –                  | –                   |
| KS Albpetrol Patos    | –                   | 0:2 1     | 2:1                 | –                | –                   | –                  | 1:1     | –          | 1:1              | 1:0            | –               | 1:2                | 1:0             | –           | 1:1                   | 1:3               |                    | –                   |
| KS Skënderbeu Korça   | –                   | 0:3       | –                   | 0:2              | –                   | –                  | –       | –          | –                | –              | 2:1             | 2:0                | 1:1             | –           | 2:1                   | 1:3               | 1:1                |                     |

## Gruppe 1 (in Tirana)
Titelverteidiger SK Tirana konnte in der Meisterrunde seinen Heimvorteil ausnutzen, kassierte nur einen einzigen Gegentreffer und fing Flamurtari Vlora noch ab – allerdings auch wegen vier Strafpunkten für den Hinrunden-Ersten. Erstmals seit 1977 (Dinamo Tirana) hatte es damit wieder ein Team geschafft, drei Titel in Folge einzufahren. Mit der siebzehnten Meisterschaft der Vereinsgeschichte blieb der SK weiterhin alleiniger Rekordmeister Albaniens. Dahinter profitierte Vllaznia Shkodra ebenfalls vom Punktabzug Flamurtaris und schob sich auf den zweiten Rang. Auch Partizani Tirana konnte sich im Vergleich zur regulären Saison noch verbessern, nämlich vom fünften auf den vierten Platz. Abgeschlagen folgten Apolonia Fier, das alle fünf Partien der Zusatzrunde verlor, und Shkumbini Peqin.
| Pl. | Verein              | Sp. | S  | U | N  | Tore    | Diff. | Punkte |
| --- | ------------------- | --- | -- | - | -- | ------- | ----- | ------ |
| 1.  | SK Tirana (M, P)    | 22  | 14 | 4 | 4  | 040:900 | +31   | 46     |
| 2.  | KS Vllaznia Shkodra | 22  | 14 | 1 | 7  | 030:200 | +10   | 43     |
| 3.  | KS Flamurtari Vlora | 22  | 14 | 3 | 5  | 042:230 | +19   | 41     |
| 4.  | FK Partizani Tirana | 22  | 12 | 4 | 6  | 028:200 | +8    | 40     |
| 5.  | KF Apolonia Fier    | 22  | 9  | 4 | 9  | 025:260 | −1    | 31     |
| 6.  | KS Shkumbini Peqin  | 22  | 9  | 3 | 10 | 023:270 | −4    | 30     |

| (M) | amtierender albanischer Meister     |
| (P) | amtierender albanischer Pokalsieger |

| Plätze 1 – 6        | SK Tirana | KS Vllaznia Shkodra | KS Flamurtari Vlora | FK Partizani Tirana | KF Apolonia Fier | KS Shkumbini Peqin |
| SK Tirana           |           | 0:1                 | –                   | 1:0                 | 1:0              | 2:0                |
| KS Vllaznia Shkodra | –         |                     | –                   | 1:2                 | 1:0              | 2:1                |
| KS Flamurtari Vlora | 0:2 2     | 1:1                 |                     | –                   | 3:2              | 2:2                |
| FK Partizani Tirana | –         | –                   | 0:2                 |                     | –                | 3:1                |
| KF Apolonia Fier    | –         | –                   | –                   | 0:4                 |                  | 1:2                |
| KS Shkumbini Peqin  | –         | –                   | –                   | –                   | –                |                    |

## Gruppe 2 (in Kavaja und Durrës)
KS Lushnja und Teuta  Durrës waren mit je vier Siegen aus fünf Partien die erfolgreichsten Mannschaften in der zweiten Gruppe und belegten folgerichtig die Abschlussränge sieben und acht. Auch Sopoti Librazhd konnte sich noch verbessern, nämlich vom zwölften auf den neunten Platz. Es folgten KS  Laçi, Besa Kavaja und Tomori Berat.
| Pl. | Verein             | Sp. | S  | U | N  | Tore    | Diff. | Punkte |
| --- | ------------------ | --- | -- | - | -- | ------- | ----- | ------ |
| 7.  | KS Lushnja (N)     | 22  | 10 | 6 | 6  | 032:200 | +12   | 36     |
| 8.  | KS Teuta Durrës    | 22  | 10 | 3 | 9  | 023:160 | +7    | 33     |
| 9.  | KS Sopoti Librazhd | 22  | 10 | 1 | 11 | 017:230 | −6    | 31     |
| 10. | KS Laçi            | 22  | 7  | 6 | 9  | 022:290 | −7    | 27     |
| 11. | KS Besa Kavaja     | 22  | 7  | 4 | 11 | 018:210 | −3    | 25     |
| 12. | FK Tomori Berat    | 22  | 6  | 6 | 10 | 015:280 | −13   | 24     |

| (N) | Neuaufsteiger |

| Plätze 7 – 12      | KS Lushnja | KS Teuta Durrës | KS Sopoti Librazhd | KS Laçi | KS Besa Kavaja | FK Tomori Berat |
| KS Lushnja         |            | –               | 2:0                | –       | –              | 5:2             |
| KS Teuta Durrës    | 2:1        |                 | –                  | 3:0     | –              | 2:1             |
| KS Sopoti Librazhd | –          | 1:0             |                    | 1:1     | 2:1            | –               |
| KS Laçi            | 1:4        | –               | –                  |         | –              | 1:1             |
| KS Besa Kavaja     | 1:2        | 0:2             | –                  | 1:0     |                | –               |
| FK Tomori Berat    | –          | –               | 0:2                | –       | 1:0            |                 |

## Gruppe 3 (in Elbasan)
Wie in Gruppe zwei fielen auch in Gruppe drei bis auf das Ausspielen der Abschlussplatzierungen keine sportlichen Entscheidungen, da es in dieser Spielzeit keinen Absteiger aus der Liga geben sollte. Shqiponja Gjirokastra meldete nicht einmal mehr für die zusätzlichen Spiele und wurde daher an die letzte Stelle gesetzt. Den ersten Gruppenplatz sicherte sich der gastgebende KF Elbasani vor Bylis Ballsh und Skënderbeu Korça, das aus vier Partien drei Siege sowie ein Remis holte und damit das erfolgreichste Team der Staffel war. Hinter Olimpik Tirana kam Albpetrol Patos nach vier Niederlagen als 17. ein.
| Pl. | Verein                  | Sp. | S | U | N  | Tore    | Diff. | Punkte |
| --- | ----------------------- | --- | - | - | -- | ------- | ----- | ------ |
| 13. | KF Elbasani             | 21  | 9 | 2 | 10 | 027:280 | −1    | 29     |
| 14. | KS Bylis Ballsh (N)     | 21  | 7 | 4 | 10 | 023:260 | −3    | 25     |
| 15. | KS Skënderbeu Korça     | 21  | 7 | 3 | 11 | 021:380 | −17   | 24     |
| 16. | KS Olimpik Tirana       | 21  | 7 | 2 | 12 | 027:280 | −1    | 23     |
| 17. | KS Albpetrol Patos      | 21  | 4 | 4 | 13 | 015:390 | −24   | 16     |
| 18. | Shqiponja Gjirokastra 3 | 17  | 5 | 4 | 8  | 013:200 | −7    | 19     |

| (N) | Neuaufsteiger |

| Plätze 13 – 18        | KF Elbasani | KS Bylis Ballshi | KS Skënderbeu Korça | KS Olimpik Tirana | KS Albpetrol Patos | Shqiponja Gjirokastra |
| KF Elbasani           |             | 5:1              | 1:2                 | –                 | –                  | –                     |
| KS Bylis Ballshi      | –           |                  | –                   | –                 | 3:2                | –                     |
| KS Skënderbeu Korça   | –           | 2:1              |                     | 2:2               | –                  | –                     |
| KS Olimpik Tirana     | 0:2         | 1:0              | –                   |                   | 3:0                | –                     |
| KS Albpetrol Patos    | 0:3         | –                | 1:3                 | –                 |                    | –                     |
| Shqiponja Gjirokastra | –           | –                | –                   | –                 | –                  |                       |

## Die Mannschaft des Meisters SK Tirana
| 1.             | SK Tirana |
| Logo SK Tirana | Auron Miloti, Blendi Nallbani, Lulzim Hushi, Alpin Gallo, Nevil Dede, Krenar Alimehmeti, Ardian Mema, Artan Kukli, Alvaro Zalla, Florian Riza, Nikolin Çoçlli, Eldorado Merkoci, Agustin Kola, Sokol Bulku, Indrit Fortuzi, Devis Ismaili, Sparti Domi, Taulant Stërmasi, Nordik Ruhi, Rigels Kapllani, Eriton Kasmi, Alban Bushi, Elton Shaba, Elvis Sina – Trainer: Enver Shehu. |